# ضريح محمد بن القاسم الثقفي
ضريح الفاتح محمد بن القاسم الثقفي قائد أحد جيوش الفتح ومشهور بكونه فاتح بلاد السند، كان والده القاسم الثقفي واليا على البصرة، يقع الضريح في مدينة النعمانية في محافظة واسط في العراق .
.

## وفاته (استشهاده)
كان له نهاية أليمة، ذهب ضحية للحقد، فتختلق الأكاذيب ضده لتلطخ بسوادها المنكر صحيفة بيضاء، ويمضي الشهيد إلى ربه صابراً محتسباً، فلم يكن للبطل محمد بن القاسم الثقفي من ذنب لدى الخليفة سليمان بن عبد الملك إلا أنه ابن عم غريمه الحجاج بن يوسف الثقفي، فانتقم الخليفة سليمان من الحجاج الذي عزله من قبل عن الخلافة في شخص محمد بن القاسم.
ووصل محمد بن القاسم الثقفي إلى العراق، بعد أن ادعت ابنة داهر ملك السند الذي قتله محمد بن القاسم أن محمد راودها عن نفسها ونالها قسراً، فأرسله والي العراق صالح بن عبد الرحمن مقيداً بالسلاسل إلى سجن مدينة واسط، وهناك عذبه شهوراً بشتى أنواع التعذيب حتى مات البطل الفاتح في سنة 95هـ، فخرجت الجموع الحاشدة لتوديعه باكية حزينة ودفن في واسط ويقول مصطفى جواد أن ضريحه معروفا في النعمانية بواسط ويعرف بضريح محمد بن القاسم، وقد أكد ذلك مجموعة من رواد المؤرخين، لم يكن العرب وحدهم يبكون على مصيره، بل أهل السند من المسلمين، وحتى البرهميين والبوذيين، كانون يذرفون الدموع الغزيرة، وصوَّره الهنود بالحصى على جدرانهم ليبقى شخصه ماثلاً للعيون، وجزعوا لفراقه جزعاً شديداً.
مات محمد بن القاسم الثقفي ولم يبلغ الرابعة والعشرين من عمره بعد أن فتح الفتوح وقاد الجيوش وضم الباكستان العظيمة إلى رقعة الإسلام، فاستضاء بجهاده وبمن جاء بعده مائة مليون مسلم.

## المؤرخون العراقيون
ولقد ذكر العلامة مصطفى جواد بحضور الدكتور حسين علي محفوظ والدكتور عبد العزيز الدوري، في دار المعلمين العالية، خلال مناقشته لموضوع أضرحة العراق قال الرجل مقتنعا: الغريب نحن العراقيون ننسب اعلامنا إلى غيرنا، في ظل روايات، متوفرة في العديد من المصادر وأن جل المصادر تؤكد أن ضريح محمد بن القاسم الثقفي يقع في النعمانية في واسط في العراق والذي يعرف بين العامة بقبر محمد بن القاسم العلوي، وذلك خوفا على ضياع معالم الضريح أيام الفتح الصفوي للبلاد.
ومن المعلوم أن مصطفى جواد خط لنفسه منهجا معلوما وهو اعتماد المصادر القريبة لموضوع البحث: أي إذا كتب عن بغداد فيعتمد مؤرخا بغداديا وإذا كتب عن دمشق يعتمد مؤرخا دمشقيا وإذا كتب عن الشافعي يعتمد مؤرخا شافعيا.
وخلاصة تتبع الدكتور عبد القادر المعاضيدي لموضوع ضريح الفاتح الثقفي، أن الإمام محمد بن القاسم الثقفي دفن في أراضي النعمانية، من مدن واسط في العراق، ويعرف عند العامة بقبر محمد بن القاسم العلوي، وحرف لقبه خشية على هدم الضريح من قبل الاحتلال الصفوي للبلاد وهذه حالة معروفة في العراق وتحدث عنها طويلا عدد من المؤرخين، وهذا ما أكده الدكتور يوسف العش، والدكتور فاروق عمر فوزي والدكتور حمدان عبد المجيد الكبيسي والدكتور لبيد إبراهيم أحمد، والدكتور محمد حميد الله والدكتور جمال الدين الشيال وغيرهم من كبار المؤرخين.

## ضريحه
ومازال ضريحه شاخصا في مدينة النعمانية في محافظة واسط في العراق .

## صفحات لها صلة
- قتيبة بن مسلم
- ضريح

## روابط خارجية
- هنا: ضريح الفاتح محمد بن القاسم[وصلة مكسورة] - فديو اليوم السابغ 3-4-2017.